# حملة بن جوية الكناني
حملة بن جوية الكناني وقيل حملة بن حوية الكناني وهو حملة بن أبي معاوية الكناني صحابي جليل كان ضمن الوفد المشكل من 14 رجلا من أهل الرأي والمهابة لدعوة كسرى إلى الإسلام قبل معركة القادسية وتولى ولاية قومس في عهد عثمان بن عفان كما تولى بيت المال بالكوفة في عهد علي بن أبي طالب.

## نسبه
- هو: حملة بن جوية بن عبد الله بن نضلة بن هلال بن عامر بن عمرو بن دهمان بن الحارث بن غنم بن ثعلبة بن مالك بن كنانة بن خزيمة بن مدركة بن إلياس بن مضر بن نزار بن معد بن عدنان.[1]

## سيرته
- في عهد الخليفة عمر بن الخطاب كان ضمن الوفد الذي أرسله سعد بن أبي وقاص كي يدخل على كسرى يزدجرد لدعوته إلى الإسلام قبل معركة القادسية وكان الوفد يتشكل من 14 رجلا من أهل الرأي والمهابة وكان حملة بن جوية الكناني من أهل الرأي فيهم.[2]
- ولاه الخليفة عثمان بن عفان على بلاد قومس في خراسان.[3]
- ولاد الخليفة علي بن أبي طالب على بيت المال بالكوفة .[3]